# Teucholabis complexa
Teucholabis complexa är en tvåvingeart som beskrevs av Osten Sacken 1860. Teucholabis complexa ingår i släktet Teucholabis och familjen småharkrankar. Inga underarter finns listade i Catalogue of Life.